# 漫漫回家路 (2016年電影)
《漫漫回家路》（英語：Lion）是一部2016年澳大利亞、美國與英國合拍的剧情片，為导演葛斯·戴維斯的电影处女作，改编自薩魯·布萊爾利和拉里·巴特罗斯所写的真实事件书籍《漫漫归途》（A Long Way Home）。影片由戴夫·帕托、魯妮·瑪拉、大衛·溫漢、妮可·基嫚、阿布舍克·巴尔艾特、迪夫伊恩·拉德瓦、佩麗冉卡·博斯、蒂皮特·娜瓦尔、坦妮絲塔·恰特潔、納華薩甸·薛迪奇和珊尼·帕瓦尔主演。
2016年9月10日在多倫多國際影展上首映，2016年11月25日在美国、2017年1月19日在澳洲、2017年1月20日在英国上映。获得第89届奥斯卡金像奖六项提名，包括最佳影片、最佳男配角（帕托）、最佳女配角（基嫚）、最佳改编剧本、最佳配乐和最佳摄影；赢得英国电影学院奖最佳男配角和最佳改编剧本奖。

## 劇情
1986年的印度中央邦坎德瓦Ganesha Talai(印地語：गणेश तलाई)，來自貧苦家庭的5歲的Saroo與十幾歲的哥哥Guddu靠著從貨運列車上偷煤炭來交換牛奶和食品謀生。一天Saroo想陪Guddu連夜上班，但在70公里外的布尔汉布尔(印地語：बुरहानपुर)火車站時因疲憊躺在長椅上睡覺，分離後，Saroo因久等哥哥遲遲未歸，就上了一輛停在車站的列車，因此他被帶到了離家約1500公里的加爾各答（孟加拉語：কলকাতা），因為不會說孟加拉語而被站務人員及乘客驅趕，當晚他和一些兒童在車站過夜，但當一群人試圖綁架他們時，他只好逃離。在那裡流浪了一段日子後，被一位看似善良的鐵路工人Noor收留並想邀請她的好友Rama收養，但被Saroo發現他們來者不善而在隔天一早逃離。在豪拉大橋（孟加拉語：হাওড়া সেতু)流浪兩個月後，一天Saroo被熱心人士發現並送到警局，但因為語言問題及把家鄉的名字說成“Ganestalay”，並且他的失蹤消息只在西孟加拉邦的報紙刊登，所以之後被送進了一家育幼院裡，雖然據室友Amita說環境很糟，但是會教餐桌禮儀及英語，使得他被順利領養。 1987年9月，年幼的他被一對生活在澳洲塔斯馬尼亞荷巴特的中年Brierley夫婦收養，過上了幸福生活。 1988年，另一個罹患疾病的印度孩子Mantosh也加入了養父母家庭，但他很難適應新家，經常發生自殘行為。
20年後的2008年，20多歲的Saroo在墨爾本威廉安格利斯TAFE(TAFE意思為澳洲的技術與繼續教育學院)學習酒店管理，他有了女友Lucy，也認識了一些來自印度的大學同學，在同學家吃印度料理聚餐時，偶然發現印度小吃Jalebi(印地語：जलेबी)，勾起了他對家鄉的思念。他向同學們說自己並非來自加爾各答，當年幼小的他更完全不知道什麼是孟加拉語，順便講起了自己童年走失的身世，在朋友的建議下，他開始使用Google地圖來搜尋記憶中的老家的具體地址，但他沉迷於此並逐漸遠離Lucy和他的收養家庭。某天Saroo聽說他的養母因為他離開而Mantosh失蹤而狀況不佳後，他去看望養母並且道歉，才得知她並不像他一直認為的那樣不育，而是希望透過收養來幫助有需要的兒童。終於在2012年的一天晚上，Saroo對自己的搜尋工作感到不知所措時，突然他在Google地圖上認出了母親工作的岩層，也發現記憶中的水塔、道路、河川、自然風光及記憶中相似的地名，順利地找到了老家的位置。事後他把找到家鄉的事情告訴養父母及女友Lucy及弟弟Mantosh，他們高興之餘也對Saroo想回老家的決定表示支持，Saroo於同年2月12日獨自一人乘坐飛機並輾轉來到了家鄉Ganesha Talai，已經忘記母語的他拿著6歲時的照片請會英語的村民帶路，並在眾人的圍觀下與年老的母親和長大的妹妹夏奇拉熱淚重逢。然而這時他才發現他的哥哥Guddu早已不在了，原來就在Saroo走失的那晚，一直在車站尋找他的Guddu在布尔汉布尔車站附近被列車撞擊身亡，並發現自己的名字是Sheru，為印地語獅子的意思，而母親也相信他們會再次相遇所以沒有搬離村莊。2013年，Saroo帶著養母回Ganesha Talai與生母相逢(2013的這場相逢為真實畫面)。

## 角色
- Sunny Pawar 饰 童年 Saroo Brierley
- Dev Patel 饰 成年 Saroo Brierley
- Rooney Mara 饰 Lucy，Saroo的大学同学、女友
- Nicole Kidman 饰 Sue Brierley, Saroo的养母
- David Wenham 饰 John Brierley, Saroo的养父
- Abhishek Bharate 饰 Guddu Khan, Saroo的亲哥
- Divian Ladwa 饰 Mantosh Brierley, Saroo的弟弟（他养父母收养的印度孩子）
  - Keshav Jadhav 饰 童年 Mantosh
- Priyanka Bose 饰 Kamla Munshi, Saroo的生母
- Deepti Naval 饰 Saroj Sood，印度孤儿院创始人
- Tannishtha Chatterjee 饰 Noor
- 納華薩甸·薛迪奇 饰 Rama
- Benjamin Rigby 饰 服务员
- Riddhi Sen 饰 Café Man
- Kaushik Sen 饰 警官
- Rita Boy 饰 Amita, Saroo在孤儿院的朋友
- Pallavi Sharda 饰 Prama, Saroo的朋友
- Sachin Joab 饰 Bharat, Saroo的朋友
- Arka Das 饰 Sami, Saroo的朋友
- Emilie Cocquerel 饰 Annika, Saroo的朋友

## 反响
烂番茄新鲜度86%，Metacritic上得到69分。
北美票房为5110万美元，全球累计1.37亿美元。

## 奖项
- 第89届奥斯卡金像奖6项提名：最佳影片、最佳男配角（帕托）、最佳女配角（基嫚）、最佳改编剧本、最佳配乐和最佳摄影；
- 第74届金球奖4项提名：最佳剧情片、最佳男配角、最佳女配角、最佳配乐；
- 第69届美国导演工会奖最佳处女作导演：加斯·戴维斯；
- 第31届美国摄影师工会奖杰出摄影：格雷格·弗萊瑟[7]；
- 第70届英国电影学院奖：最佳男配角奖（Dev Patel）、最佳改编剧本奖（Luke Davies and Sandy Reynolds-Wasco）；另有3项提名：最佳女配角（基德曼）、最佳摄影、最佳配乐。
- 第58届亞太影展：最佳影片